# Centrale portoricaine des travailleurs
La Centrale portoricaine des travailleurs (en espagnol Central Puertorriqueña de Trabajadores, CPT) est une confédération syndicale de Porto Rico fondée en 1986. Elle est affiliée à la Confédération syndicale internationale et à la Confédération syndicale des travailleurs et travailleuses des Amériques.
En 2017, la CPT exprime son soutien aux travailleurs de l'Université de Porto Rico, en grève pour protester contre des coupes budgétaires massives.